# Littérature serbe
La littérature serbe désigne la littérature en serbe, ou en Serbie, ou par les diasporas.

## Tradition orale
- Onomastique
- Tradition orale : Contes, légendes, mythes

## Historique

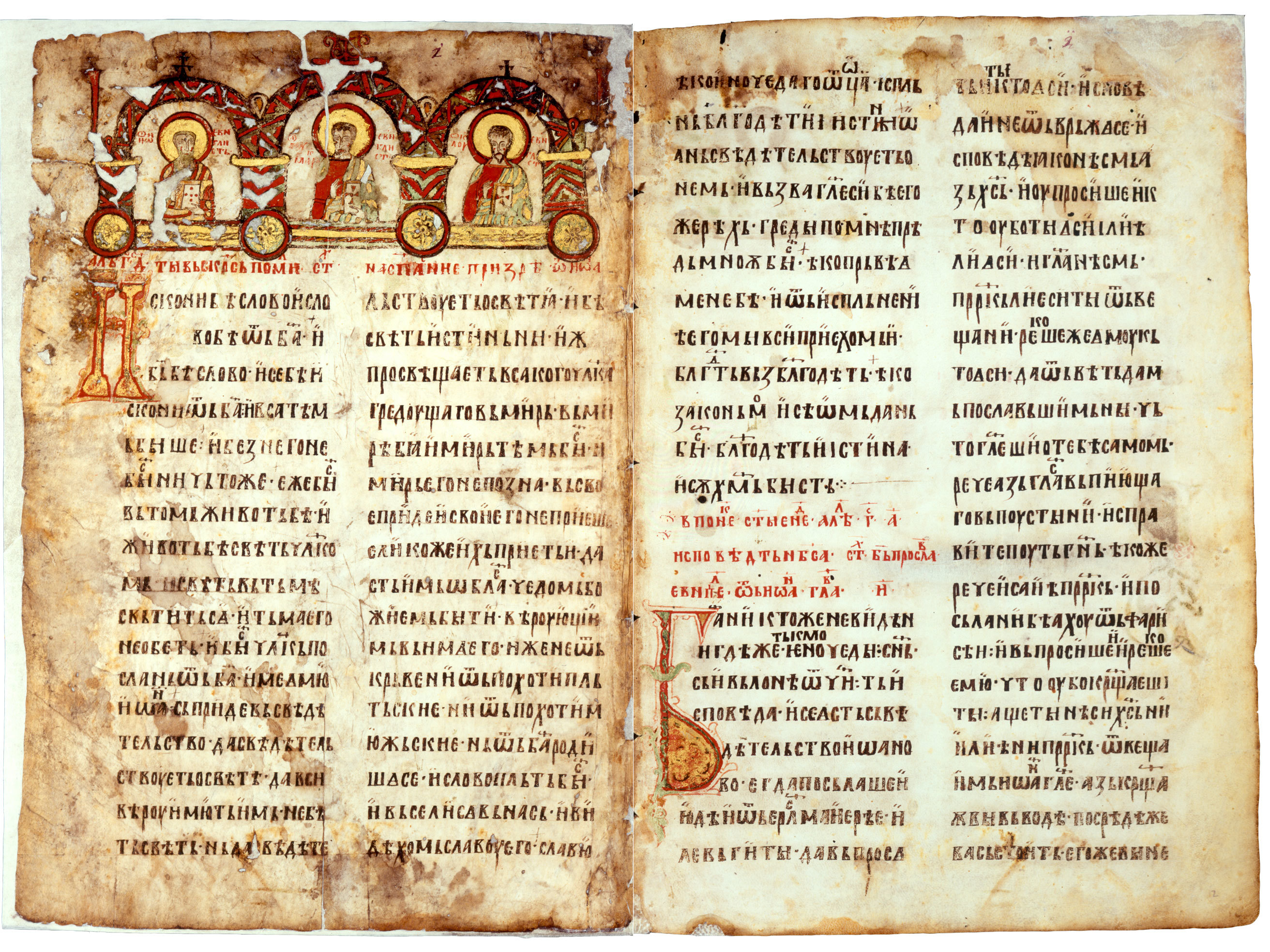
Les deux premières pages de l'Évangile de Miroslav.

La musique traditionnelle serbe ancienne, témoigne, dans ses chants, de la vitalité de la langue : chant choral serbe.

### Moyen Âge
- Inscriptions serbes médiévales (en)
- Monnaie serbe médiévale (en)
- Littérature serbe médiévale (en)
- Liste de manuscrits serbes (en)
- Liste de chroniques serbes (en), Chronique du prêtre de Dioclée
- Poésie épique serbe (en)
- Bugarchtitsa, Beloslava
- Gusle, instrument monocorde d'accompagnement des bardes serbes
- Orthodoxie populaire (en)
- Astronomie populaire serbe (en)
- Liste des souverains serbes

#### Débuts de la littérature serbe
Le début de la littérature serbe (serbe) correspond à l'introduction de l'alphabet glagolitique en Grande-Moravie puis en Dalmatie par les saints Cyrille et Méthode au IXe siècle,,. Après la mort de Méthode en 885, les successeurs des deux saints ont été expulsés de Moravie et se sont dispersés dans les pays du sud slave où ils ont diffusé la pensée et l'œuvre de leurs maîtres ; grâce à saint Clément et saint Naum, les disciples les plus éminents de Cyrille et de Méthode, de nouveaux centres de diffusion des lettres slaves et de la pensée chrétienne ont vu le jour à Ohrid (aujourd'hui en Macédoine du Nord) et à Preslav (aujourd'hui en Bulgarie),,. L'activité de Cyrille et Méthode et de leurs disciples, quels que soient le lieu et le pays où elle s'est développée, avait un caractère slave général, aboutissant à la création de la première langue littéraire slave, appelée « vieux-slave » (ou parfois appelé slavon) et de la littérature qui en est issue ; l'héritage de Cyrille et Méthode est ainsi devenu la base commune de toute la littérature des pays slaves orthodoxes, dont la littérature serbe. À ce propos, l'historien Jovan Deretić écrit : « tous ces pays seront reliés pendant des siècles par une langue littéraire commune et une orientation culturelle orthodoxe-byzantine unique ».

#### 12eet13esiècles

Le monastère de Hilandar (ou de Chilandar), un des grands centre littéraire de la littérature serbe médiévale.

La période de formation de l'État serbe indépendant sous les premiers Nemanjić correspond aussi à l'élaboration et à la normalisation de la version rascienne de la vieille langue slave ; à cette époque les transcriptions et les traductions à partir de la langue grecque se sont multipliées et le XIIIe siècle a vu le développement de deux genres majeurs de la littérature médiévale serbe : la biographie et l'« office » (en serbe : služba),.
Parmi les textes médiévaux, un texte écrit en alphabet glagolitique datant XIe siècle, traite des Soins aux blessures. Un texte politique et religieux du XIIe siècle, l'Évangile de Miroslav (en serbe cyrillique : Мирослављево Јеванђеље ; en serbe latin : Miroslavljevo jevanđelje), évoque Miroslav de Hum, prince de Zachlumie (Hum) et frère de Stefan Nemanja. Ce manuscrit, qui date de 1180 et qui est conservé au Musée national de Serbie à Belgrade, a été inscrit en 2005 sur la liste Mémoire du monde de l'UNESCO,, ; dans son Abrégé d'histoire de la littérature serbe (en serbe : Kratka istorija srpske književnosti), Jovan Deretić le décrit comme le « premier monument cyrillique serbe, richement orné d’initiales » et précise qu'« il montre que le slavon serbe était déjà tout à fait formé »,.

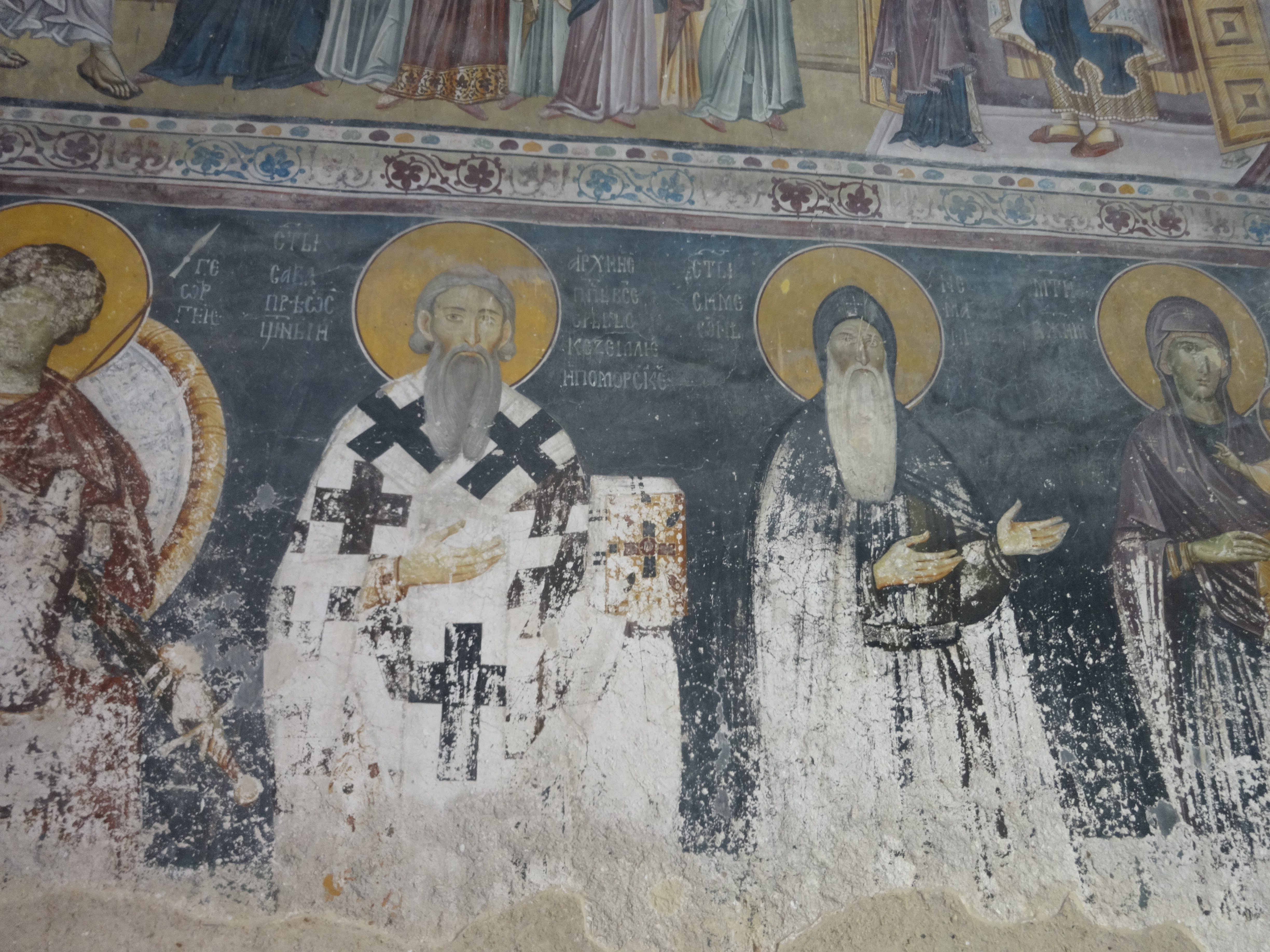
Saint Sava (au centre à gauche) et Saint Siméon (au centre à droite), fresque du monastère de Studenica.

En 1186, le grand župan de la principauté serbe de Rascie Stefan Nemanja (vers 1113 ou 1114-1199) renonce au pouvoir et devient moine sous le nom de Siméon ; en 1198, il fait bâtir avec son plus jeune fils, le moine Sava (vers 1175-1235), le monastère de Hilandar, sur le mont Athos, qui allait devenir un des principaux centres littéraires serbes du Moyen Âge et l'époque ottomane,. À cette occasion, Siméon promulgue la Charte de Hilandar (en) (Hilandarska povelja), qui contient une partie autobiographique.
Dans ce texte, qui inclut la proclamation d'abdication du souverain, Siméon-Nemanja se présente à la fois comme un guerrier au service du peuple serbe, de Dieu et de l'Église et, à travers une sorte de confession, comme un homme animé de préoccupations morales et spirituelles ; cette unité entre les deux aspects a façonné l'image du dirigeant et inaugure ainsi le genre hagio-biographique qui va connaître une grande fortune dans la suite de la littérature médiévale,.
Chacun à leur manière, les fils de Siméon-Nemanja Sava et Stefan, qui ont tous deux été ses biographes, ont tenté d'« établir le culte sacré de leur père en tant que pilier idéologique de l'union du peuple et de l'État serbe ».

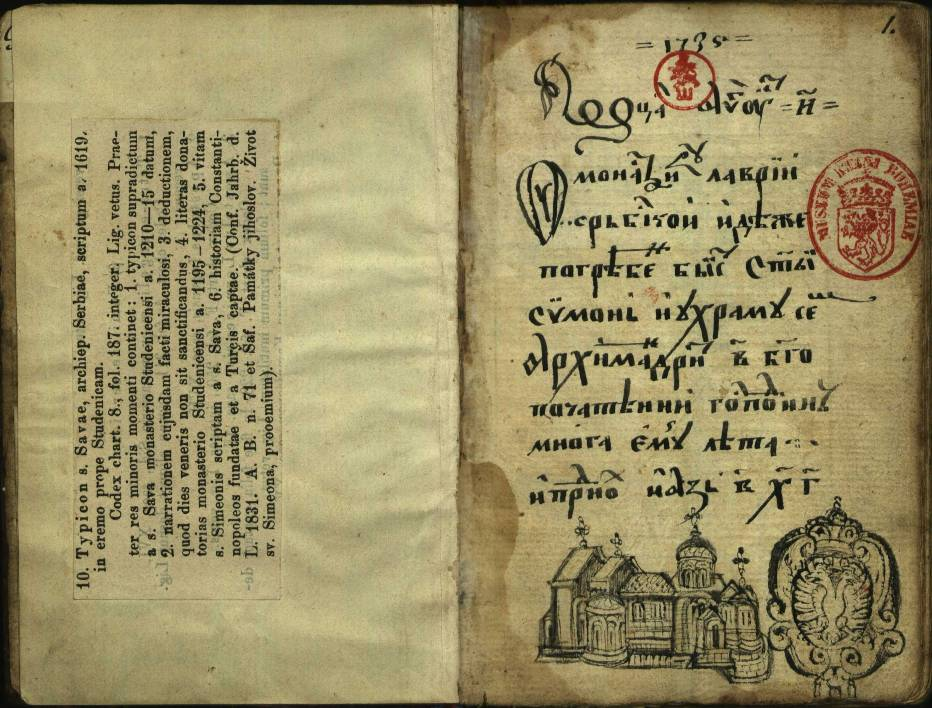
'

Sava apparaît comme « le premier écrivain serbe original ». Ses premiers travaux sont d'une nature purement ecclésiastique et non littéraire : il s'agit du Typikon de Karyès (Karejski tipik) et du Typikon de Hilandar (Hilandarski tipik). Dans le Typikon de Hilandar est intégrée une courte biographie de Siméon-Nemanja, qui se contente de raconter l'arrivée de Siméon au mont Athos et fait un compte rendu concis de sa mort ; cette biographie a été écrite peu de temps après la mort de Siméon, en 1199 ou en 1200 et apparaît comme une courte note biographique servant à fixer le jour de célébration du saint. En 1208, dans l'introduction du Typikon de Studenica (en) (Studenički tipik), Sava insère la La Vie de saint Siméon Nemanja (Žitije svetog Simeona Nemanje) ; il y présente son père comme « un dirigeant sage, un père noble, un vieil homme béni » et « sa sainteté n'est que suggérée », ; ce texte apparaît comme « la première hagiographie princière serbe qui nous soit parvenue dans sa forme originelle ».
La description de la mort de Siméon est parfois considérée comme l'une « des plus remarquables pages de toute la littérature médiévale serbe »,.

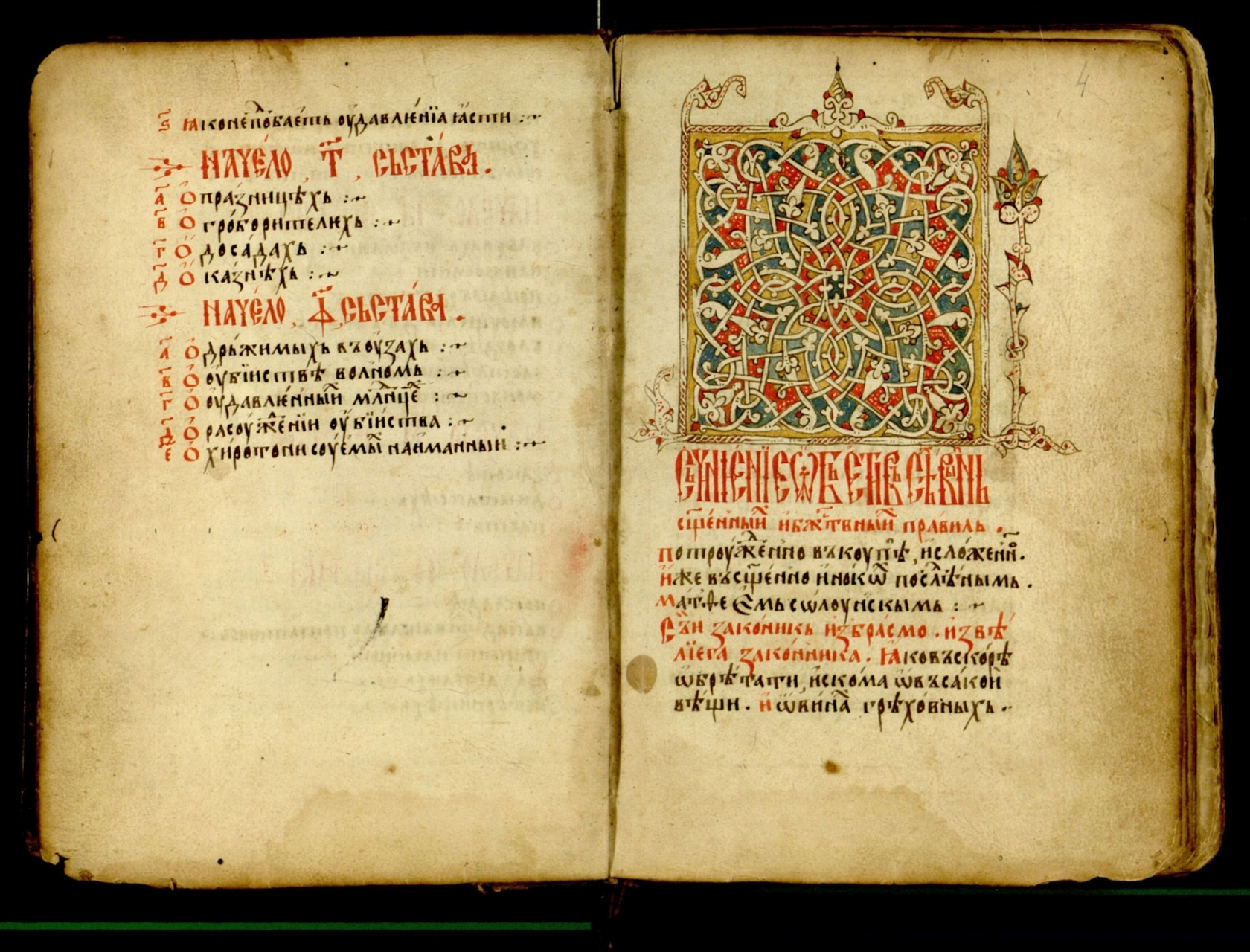
Code de saint Sava (1219)

Entre 1208 et 1216, Stefan Ier Nemanjić (vers 1165-1228), surnommé Stefan Prvovenčani (en français : Étienne le Premier-Couronné), le fils cadet de Siméon-Nemanja, a écrit à son tour une Vie de Saint Siméon (Žitije svetog Simeona),, nettement plus étendue que celle de saint Sava,. En tant que souverain et successeur de Stefan Nemanja, Stefan Prvovenčani s'est hâté de proclamer son père « saint » pour obtenir une reconnaissance au-delà de son pays et recevoir la couronne royale. Conçue comme une hagiographie de type byzantin. Ce texte est aujourd'hui apprécié pour la rigueur de sa construction, pour la différenciation des caractères et des points de vue des personnages et pour la richesse et la valeur poétique de son vocabulaire,.
En 1254, le hiéromoine et ascète athonite Domentijan (vers 1210-après 1264) écrit une Vie de Saint Sava (Žitije svetog Save), considérée comme l'« une des plus remarquables du Moyen Âge serbe » ; l'œuvre se distingue par « une vaste érudition théologique »,. Se considérant lui-même comme « le dernier disciple de saint Sava », Domentijan raconte la vie de son maître en présentant des faits qui lui sont contemporains et il apporte ainsi de nombreuses informations historiques ; son hagiographie témoigne parallèlement d'« une idéologie théocentrique de la royauté némanide ». Dans La Vie de Saint Sava', Domentijan réunit trois genres fondamentaux : la poésie sous forme de prière, qui sert de moteur à l'action, la prose, factuelle et fictive, qui est la base de tout le récit, et l'éloge rhétorique, qui permet l'interprétation héroïque des événements et des personnes. En 1264, à la demande du roi Uroš le Grand (1243-1276), petit-fils de Stefan Nemanja, Domentijan écrit à son tour une Vie de Saint Siméon (Žitije svetog Simeona), qui, plus courte que celle de saint Sava, apparaît comme une compilation de celles du fondateur de l'Église orthodoxe serbe et d'Étienne le Premier-Couronné.
Un autre moine serbe de Hilandar, Teodosije (1246-1326), disciple de Domentijan, est considéré comme « un auteur majeur de la littérature sere », ; son œuvre abondante compte des hymnes et des éloges, mais surtout deux vies de saints : La Vie de Saint Sava (Žitije Svetog Save) et La Vie de Saint Pierre de Koriša (Žitije svetog Petra Koriškog). L'historien Boško Bojović décrit Teodosije comme un « écrivain hors pair » qui « se distingue par un style expressif, peu rhétorique, avec quelques éléments réalistes et profanes, et qui donne un relief romanesque vif et imagé, psychologique et suggestif à la fois, à ses héros et à leurs prouesses et engagements spirituels ». En ce qui concerne La Vie de Saint Sava, l'historienne Radmila Marinković souligne que Teodosije reprend la structure et le contenu de l'œuvre de Domentijan et que son originalité consiste en « l'art de dire le même contenu dans un autre langage poétique », tout en précisant qu'« il a créé un large fleuve narratif et peint le temps, les gens et leurs relations dans des couleurs vives », ce qui en fait « le premier roman serbe ». Bojović considère que l'aspect romanesque de cette Vie, riche en rebondissements, en fait un véritable « roman médiéval serbe » où « alternent des éléments de style profane et des thèmes religieux ». La Vie de Pierre de Saint Pierre de Koriša, quant à elle, écrite en 1310, est « la seule véritable hagiographie serbe » ; elle présente notamment une riche description du monde céleste évoquée dans les visions de l'ermite et vise à plonger dans sa vie intérieure, ce qui en fait un véritable « roman psychologique ».

#### 14esiècle

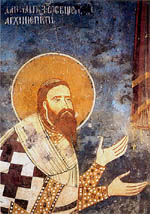
Danilo II, fresque du monastère patriarcal de Peć.

L'archevêque de l'Église orthodoxe serbe Danilo II (vers 1270-1337) est considéré comme l'un des écrivains les plus talentueux du Moyen Âge serbe avec son prédécesseur Teodosije de Hilandar. Son œuvre littéraire majeure est son imposant recueil intitulé Les Vies des rois et archevêques serbes (Žitija kraljeva i arhiepiskopa srpskih), rédigé pour l'essentiel en 1324 et 1337 et complété par ses continuateurs (deuxième partie du XVe siècle–début du XVIe siècle). Ces biographies d’historiographie dynastique offrent de précieuses informations sur les activités politiques, ecclésiastiques et culturelles en Serbie à cette époque et lui donnent sa place dans l’historiographie serbe moderne. Ces Vies constituent un ensemble formé de six vies de souverains et de dix vies d'archevêques,. Dans cet ensemble, Danilo a écrit La Vie de la reine Jelena (1317), La Vie du roi Dragutin (1320/1330), La Vie du roi Milutin (1324), La Vie de l'archevêque Arsène, La Vie de l'archevêque Joannice et La Vie de l'archevêque Eustathe (tous trois entre 1324 et 1327) ; par ailleurs, il est l'auteur de deux « offices » (en serbe : služba) : L'Office pour l'archevêque Arsène et L'Office pour l'archevêque Eustathe (tous deux avant 1324). Les biographies constituent le noyau du recueil des Vies des rois et archevêques serbes, populairement connue sous le nom de Carostavnik, publiée à partir de trois manuscrits par Đuro Daničić à Belgrade et Zagreb en 1866. Sur le plan littéraire, les biographies de Danilo marquent un tournant par rapport au genre biographique pratiqué en Serbie avant et qui reposait sur le schéma hagiographique byzantin : Danilo a écrit sur des personnes qu'il connaissait directement et ses « vies », issues de sa mémoire, permettent de décrire avec vivacité les grands personnages, dirigeants, guerriers, hommes d'Église qui lui sont contemporains. Mais en plus de cela, le texte, par sa composition complexe, se présente comme une sorte de mosaïque qui mêle à la biographie d'autres genres comme les prières, les lamentations, les éloges, les dialogues de l'écrivain avec son âme, les enseignements ou encore les confessions etc. Le passage de l'hagiographie à l'hymne est particulièrement visible dans La Vie de la reine Jelena, souvent considérée comme la meilleure réalisation de Danilo, où sont mises en avant « les préoccupations du monachisme savant du mont Athos, qui à cette époque est devenu la base de la théologie hésychastique palamite »,. La richesse de la spiritualité de Jelena dans cette « Vie », l'approfondissement de la vie intérieure de ses héros en général et l'aspiration à développer des images et des scènes littéraires rapprochent l'œuvre de Danilo d'un psychologisme tempéré par la poétique et l'idéologie de l'hésychasme et une expression littéraire spiritualisée forte qui diffère du type de récit de Teodosije et qui allait ouvroir une nouvelle manière d'écrire à ses successeurs. Ces biographies sont également conçues « dans une perspective de sainteté » ; « dans l’optique de l’archevêque Danilo II (...) la sainteté est non seulement la vertu suprême, la confirmation du charisme royal, mais aussi une des conditions de la légitimité dynastique ». Les « offices », quant à eux, ont été écrits pour les besoins de l'église, en particulier pour l'établissement du culte de saint Arsène, héritier de saint Sava sur le trône de l'archevêché de Serbie. Sans posséder les élans poétiques de Domentijan ou la virtuosité littéraire de Teodosije, la poésie de Danilo abonde néanmoins en métaphores et en épithètes, recherche une expression poétique visant le « sublime » et la glorification des valeurs spirituelles des personnages et, comme dans les biographies, il démontre son « habileté à dire beaucoup en quelques mots », ce qui en fait l'écrivain serbe le plus important du XIVe siècle.

### Période ottomane
Pendant la période turque, du XIVe siècle au XVIIIe siècle, la littérature serbe se caractérise par son lyrisme épique.
- Mythe du Kosovo
- Mauro Orbini, Le Royaume des Slaves (1601)

### 16esiècle
- Dimitrije Ljubavić (en) (1519-1564)
- Traductions de la Bible en serbe (en)

### 17esiècle
- Đurađ Branković (1645-1711)

### 18esiècle
Dès le 18e siècle, l'écrivain Dositej Obradović (~1739-1811) renonce au slavon, la « langue savante », et choisit d'utiliser le serbe comme langue littéraire. Les Serbes le considèrent comme le premier grand auteur ayant écrit dans la langue de leur pays.
Le Réveil national serbe (en) vient de loin, il est particulièrement puissant durant l'occupation de la Serbie par les Habsbourg (1788-1791), la Serbie révolutionnaire (en) (1804-1813), la principauté de Serbie (1815-1882), la voïvodine de Serbie (1848-1849), jusqu'aux guerres serbo-ottomanes (1876-1878) (en).
- Gavrilo Stefanović Venclović (en) (1670-1749)
- Vasilije Petrović (en) (1709-1766)
- Zaharije Orfelin (en) (1726-1785)
- Jovan Rajić (1726-1801)
- Mojsije Putnik (en) (1728-1790)
- Pavle Julinac (en) (1730-1785)
- Dositej Obradović (1739/1742-1811)

### 19esiècle
Au 19e siècle, l'écrivain et le linguiste Vuk Stefanović Karadžić modernise la langue serbe et pose ainsi les fondations de la littérature moderne ; il est l'auteur du slogan : « Écris comme tu parles » (en serbe « Пиши као што говориш »).
Les Serbes sont particulièrement amateurs de théâtre. Joakim Vujić est le réformateur du théâtre serbe contemporain. En 1835, il rénove le style Knjažesko-srbski teatar à Kragujevac.
- Joakim Vujić (1772-1847), dramaturge
- Vuk Stefanović Karadžić (1787-1864), poète, linguiste
- Jovan Sterija Popović (1806-1856), dramaturge, le père du drame serbe
- Petar II Petrović-Njegoš (1813-1851), poète, philosophe
- Branko Radičević (1824-1853), poète
- Đuro Daničić (1825-1882), philologue, linguiste, traducteur
- Đura Jakšić (1832-1878), poète, nouvelliste, romancier, drmaturge
- Jovan Jovanović Zmaj (1833-1904), poète
- Milovan Glišić (1847-1908), dramaturge
- Branislav Nušić (1864-1938), dramaturge
- Radoje Domanović (1873-1908), nouvelliste

### 20esiècle
Parmi les auteurs du 20e siècle : Ivo Andrić, Miloš Crnjanski, Meša Selimović, Dobrica Ćosić, Danilo Kiš et Milorad Pavić (1929-), aujourd'hui Milan Rakić, Jovan Dučić, Desanka Maksimović, Miodrag Pavlović et Vasko Popa (1922-1991).
Depuis 1967, se tient à Belgrade le festival du BITEF. Parmi les théâtres les plus importants du pays, on peut signaler le Théâtre national, Théâtre dramatique yougoslave ou encore l'Atelier 212, tous trois situés à Belgrade. Novi Sad possède également une scène de premier plan, le Théâtre national serbe. Parmi les hommes et femmes de théâtre serbe, on peut citer Bojan Stupica (1910-1970), le fondateur du Théâtre dramatique yougoslave ; en tant qu'architecte, il a dessiné la nouvelle salle de l'Atelier 212. Mira Trailović (1924-1989) et Jovan Ćirilov (1931-2014), tous deux dramaturges et metteurs en scène, sont les fondateurs du BITEF. Parmi les auteurs dramatiques contemporains, on peut signaler Dušan Kovačević (1948-) et Biljana Srbljanović (1970-).
- Mouvements :
  - Écrivains surréalistes serbes (en) : Oskar Davičo, Dušan Matić, Rastko Petrović, Koča Popović, Marko Ristić
  - Zenitism (en) (1920c-)
  - Sumatraism (en) (1920c-)
  - Signalisme (1960c-)

- Jelena Dimitrijević (en) (1862-1945), nouvelliste, romancière, poétesse
- Jovan Dučić (1871-1943), poète, essayiste
- Milan Rakić (1876-1938), poète
- Isidora Sekulić (1877-1958), poétesse
- Ivo Andrić (1892-1975), nouvelliste, romancier, Prix Nobel de littérature 1961
- Miloš Crnjanski (1893-1977), journaliste, poète, romancier
- Desanka Maksimović (1898-1993), poétesse
- Meša Selimović (1910-1982), romancier
- Dobrica Ćosić (1921-2014), poète, romancier
- Vasko Popa (1922-1991), poète
- Miodrag Pavlović (1928-2014), poète, essayiste, drmaturge
- Milorad Pavić (1929-2009), romancier
- Miodrag Bulatović (1930-1991), romancier, nouvelliste
- Borislav Pekić (1930-1992), romancier, nouvelliste
- Svetlana Velmar-Janković (1933-2014), romancière, journaliste
- Branko Miljković (1934-1961), poète
- Grozdana Olujić (1934-2019), romancière, traductrice
- Danilo Kiš (1935-1989), romancier, essayiste
- Ljubomir Simović (1935-), poète
- Milovan Danojlić (1937-), poète
- Branimir Šćepanović (1937-2020), romancier
- Gordana Kuić (en) (1942-), romancière
- Miroslav Josić Višnjić (1946-2015), romancier, poète
- Rajko Đurić (1947-2020), essayiste, scénariste
- Zoran Živković (écrivain) (1948-), essayiste, traducteur
- Dušan Kovačević (1948-), dramaturge, diplomate
- David Albahari (1948-), romancier
- Radosav Stojanović (1950-), poète, nouvelliste, romancier
- Tomislav Nikolić (1952-), essayiste
- Svetislav Basara (1953-), romancier
- Dragan Velikić (1953-), romancier, essayiste
- Vladislav Bajac (en) (1954-), poète, journaliste, romancier
- Jelena Lengold (en) (1959-), poétesse, journaliste, romancière
- Aleksandar Gatalica (1964-), romancier, traducteur
- Vladimir Arsenijević (1965-), romancier
- Igor Marojević (en) (1968-), romancier

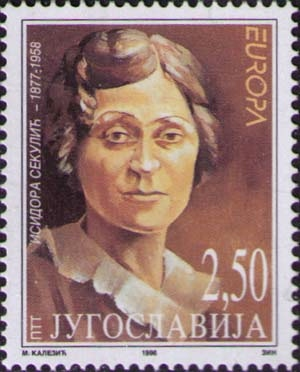
Isidora Sekulić
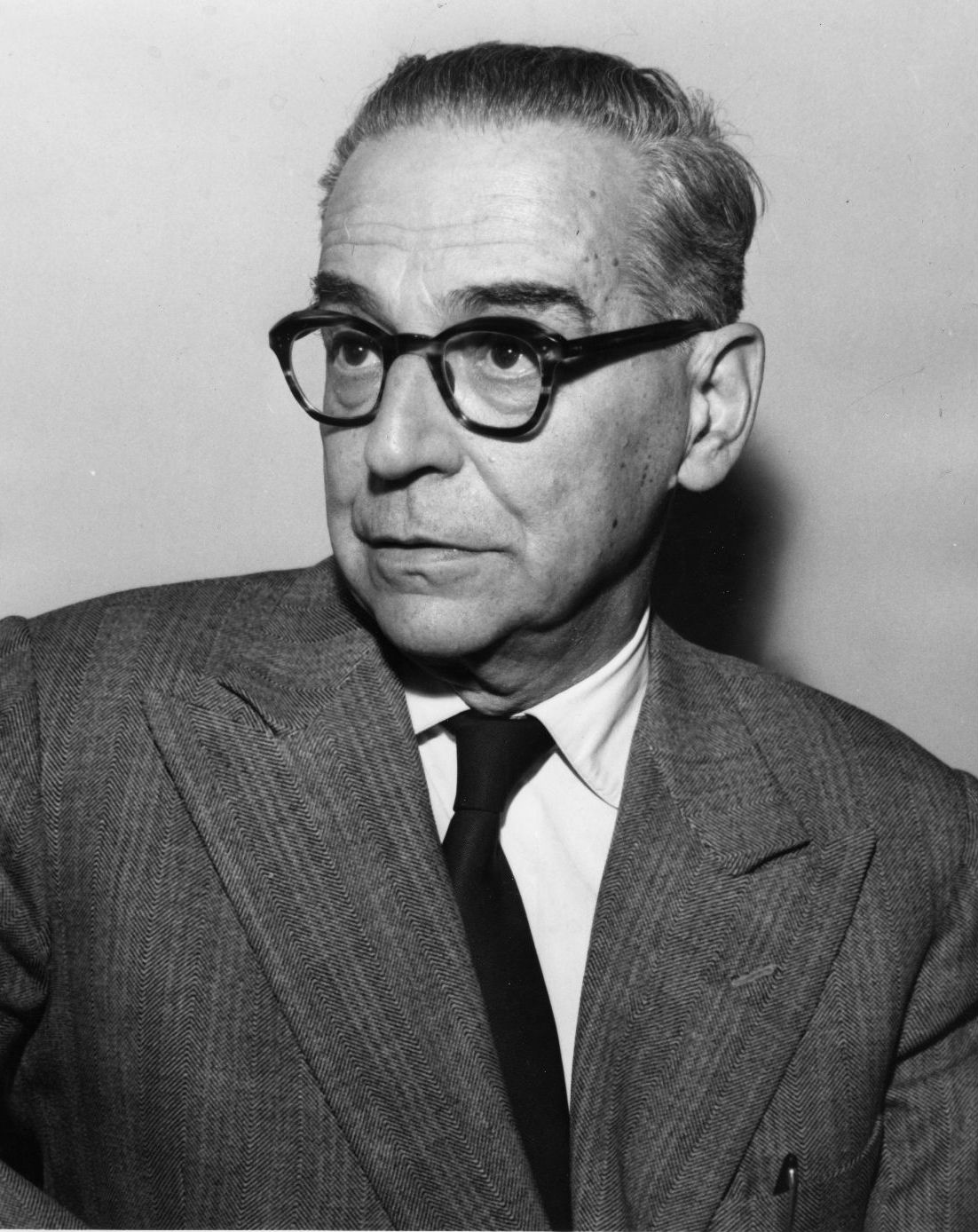
Ivo Andrić
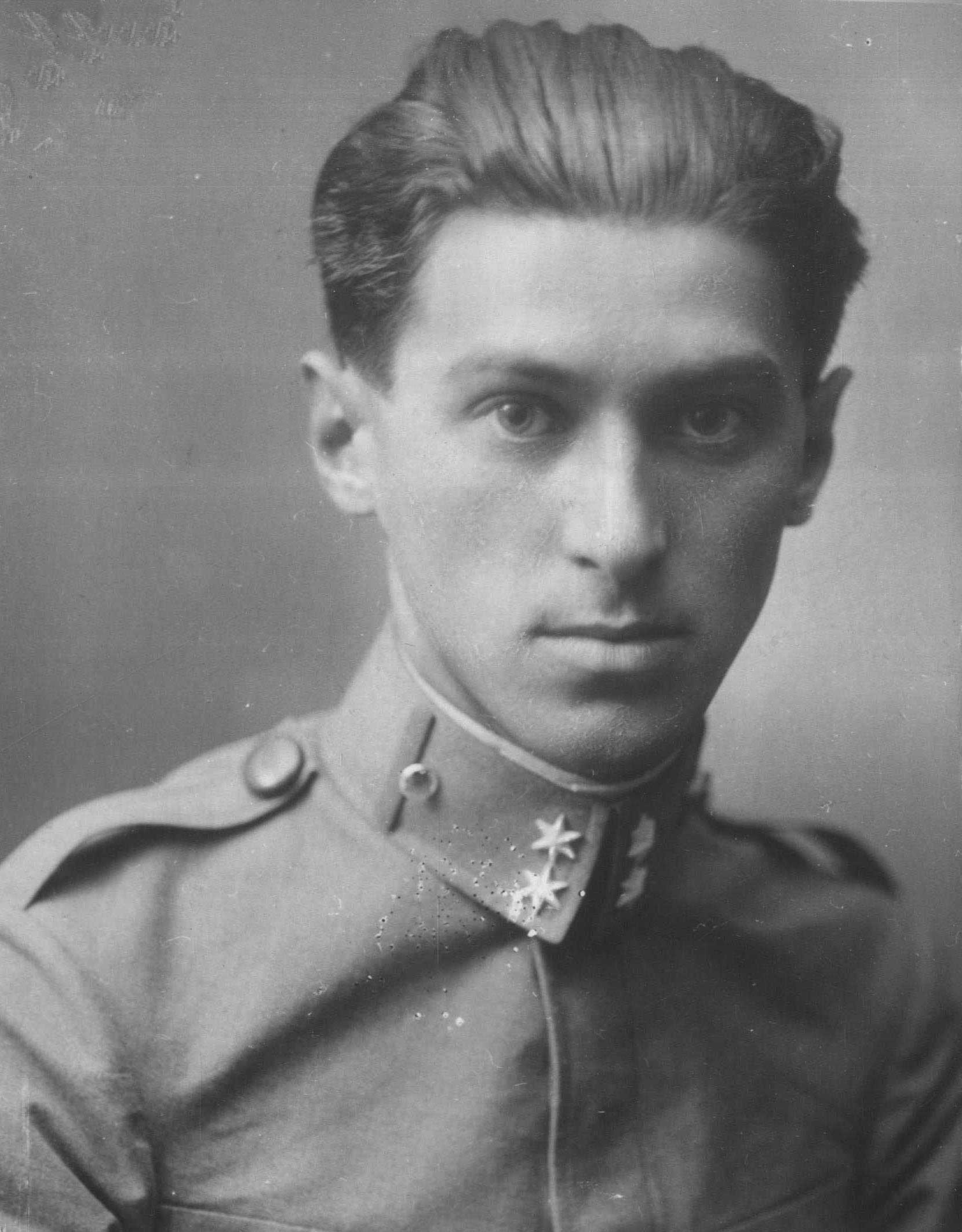
Miloš Crnjanski
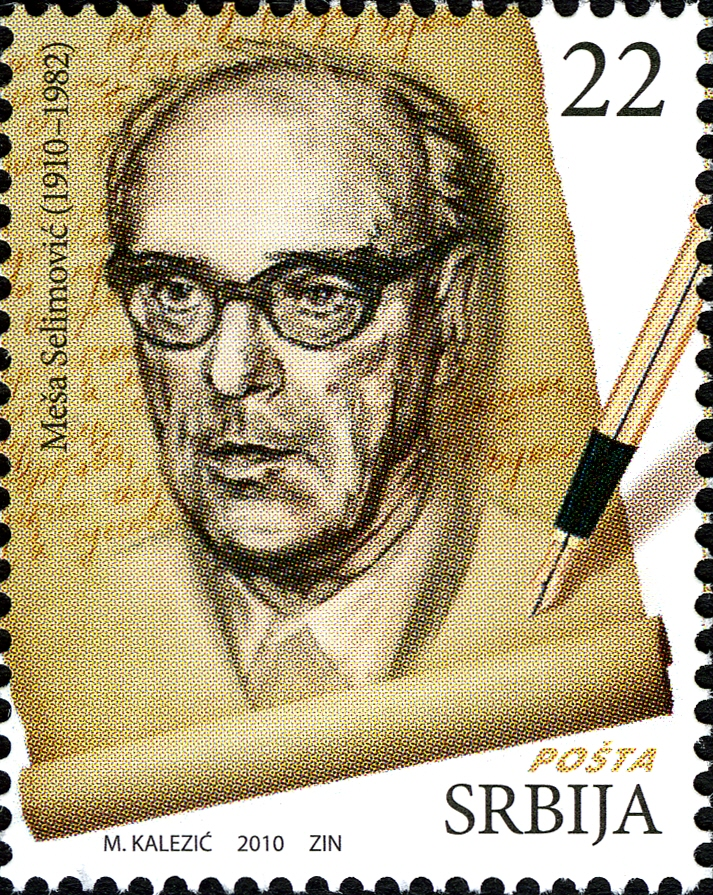
Meša Selimović
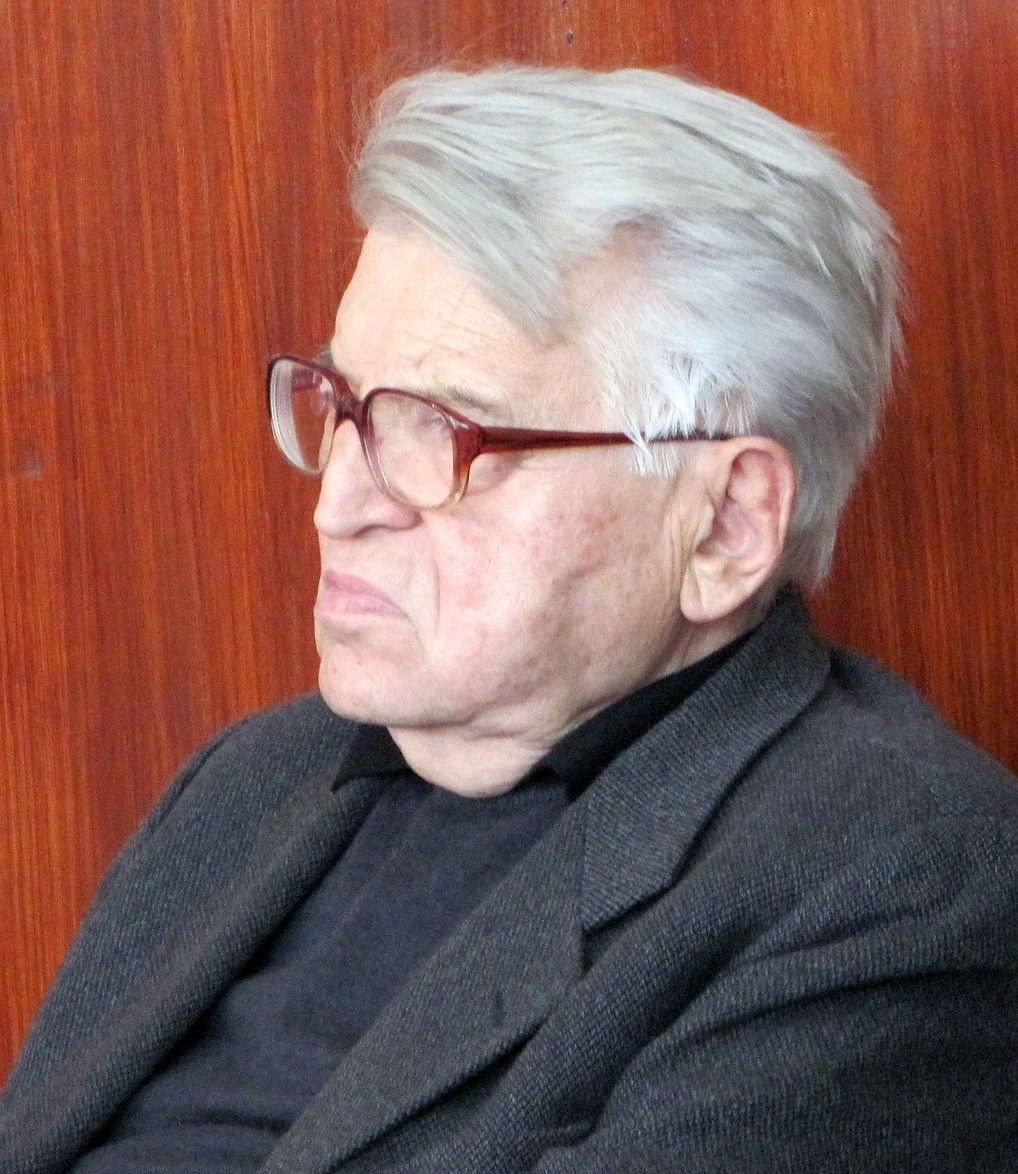
Dobrica Ćosić
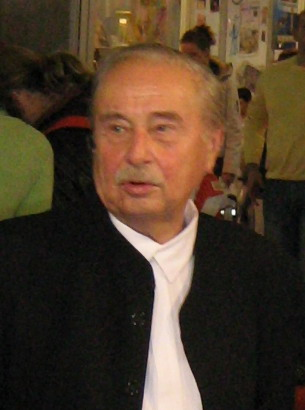
Milorad Pavić
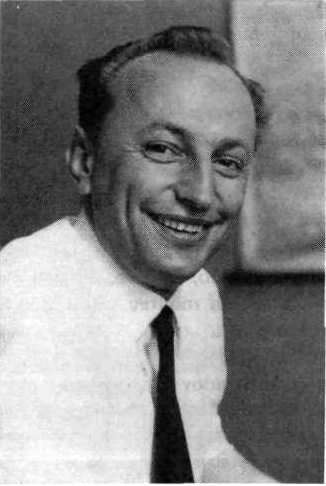
Miodrag Bulatović
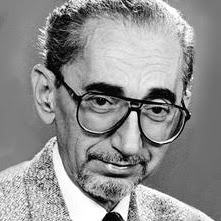
Borislav Pekić
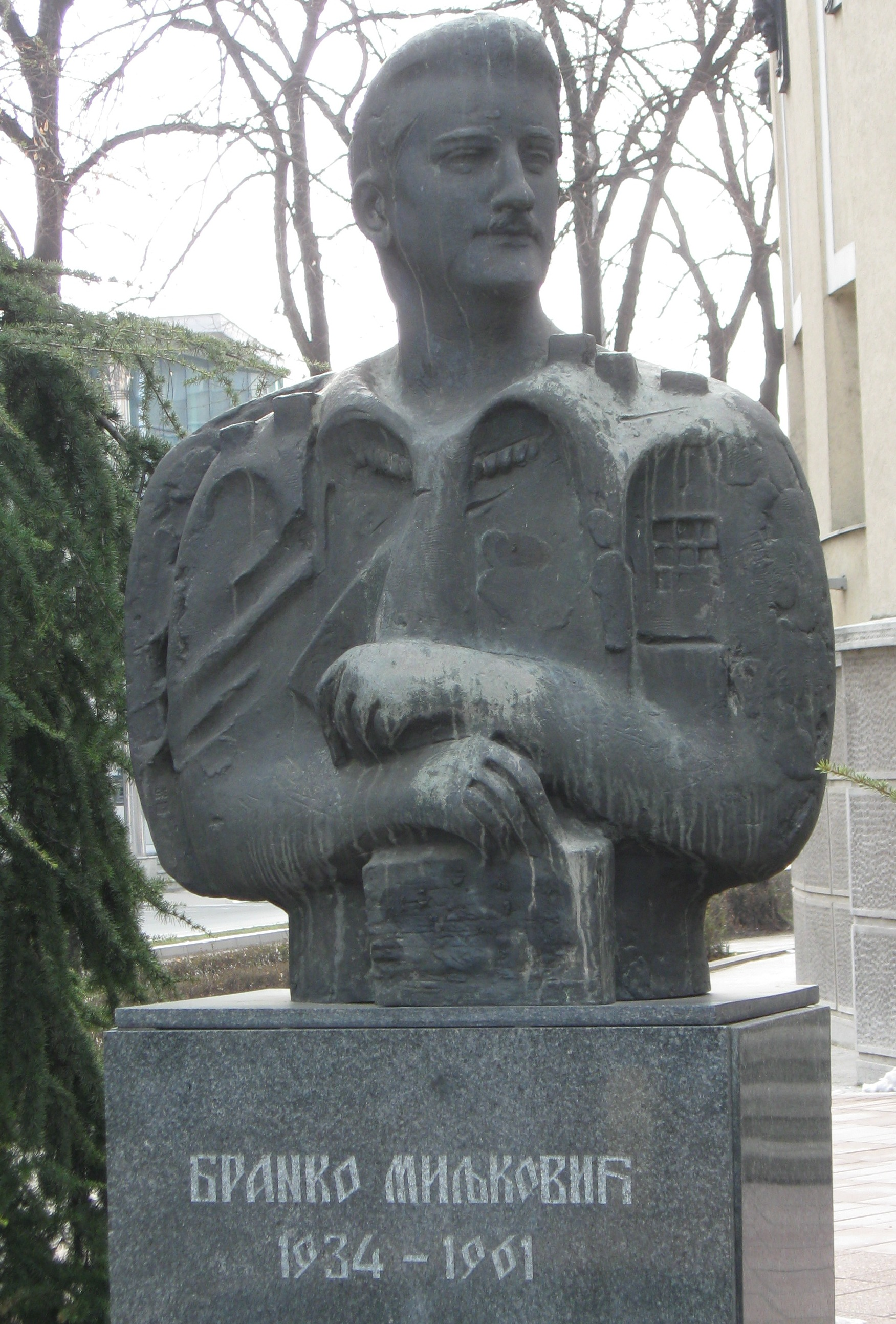
Branko Miljković
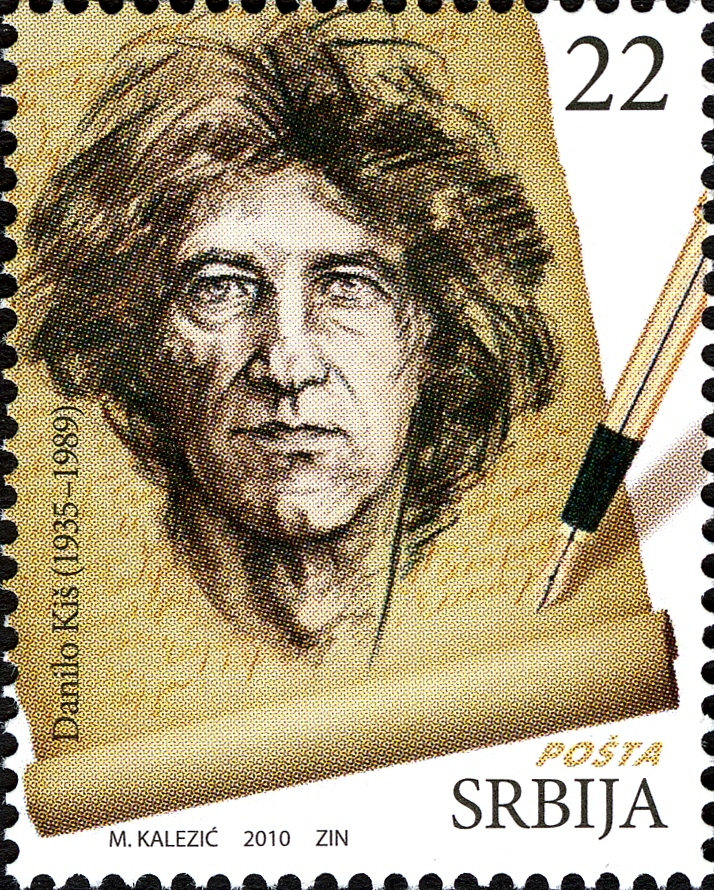
Danilo Kiš
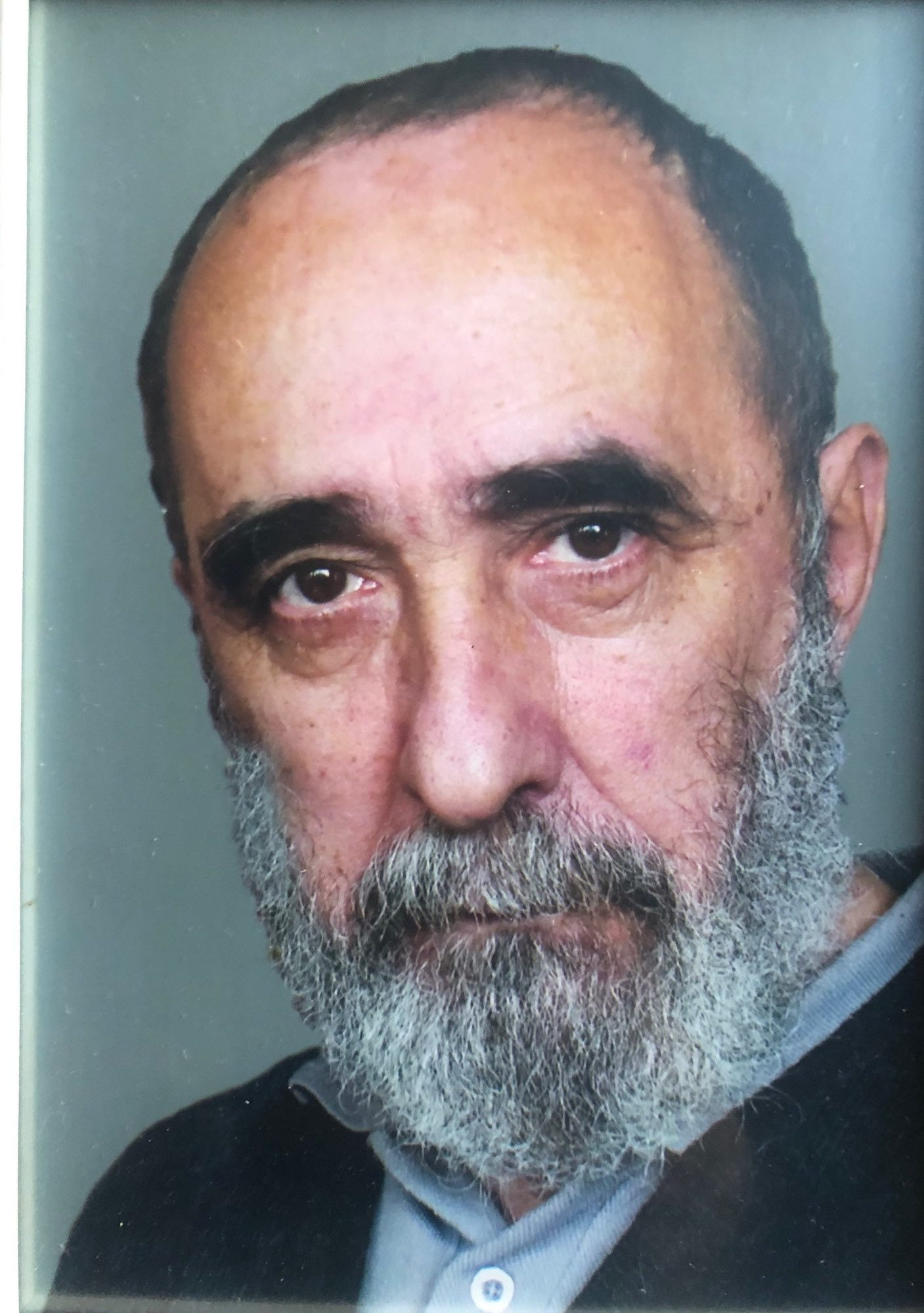
Miroslav Josić Višnjić
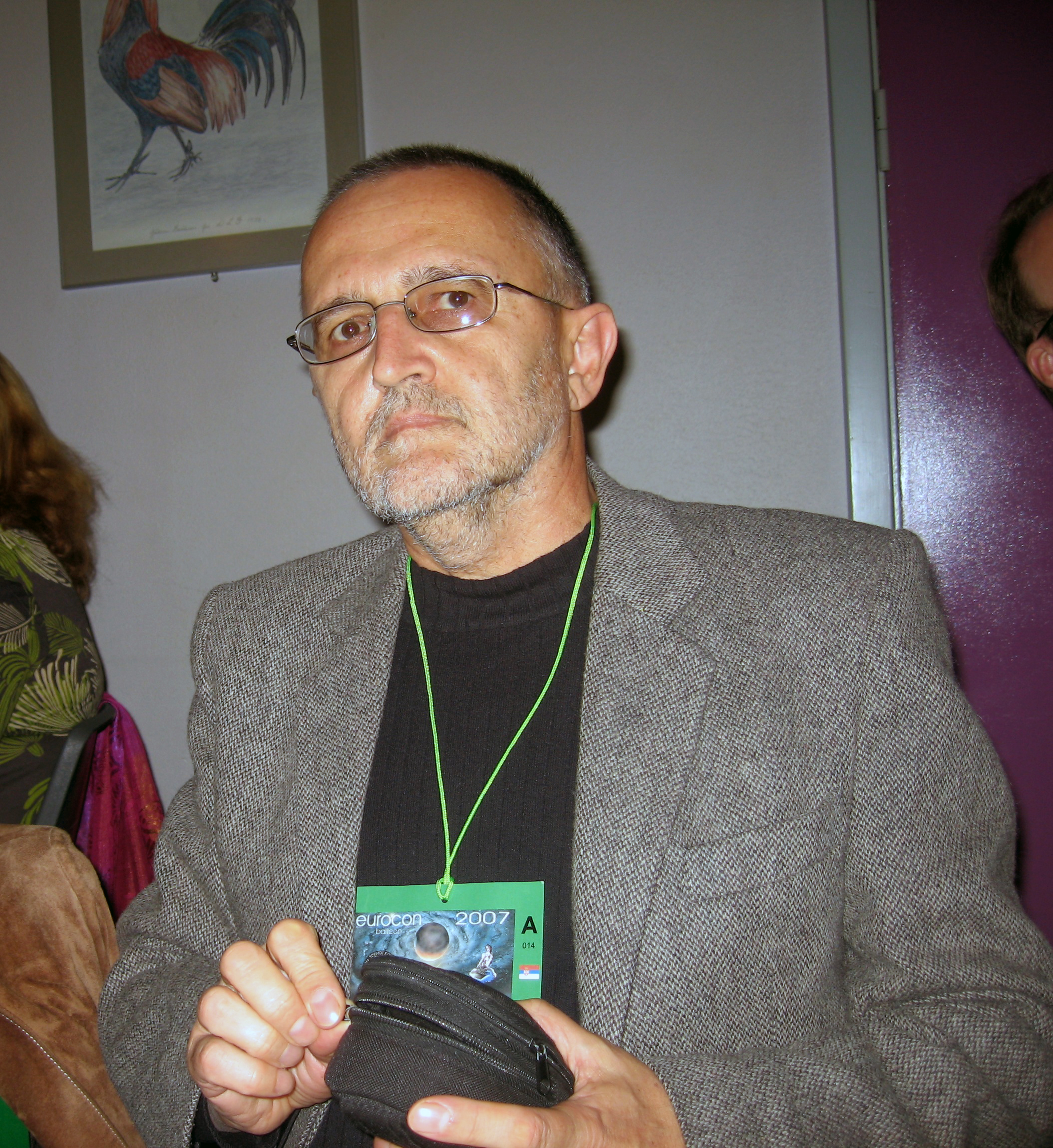
Zoran Živković
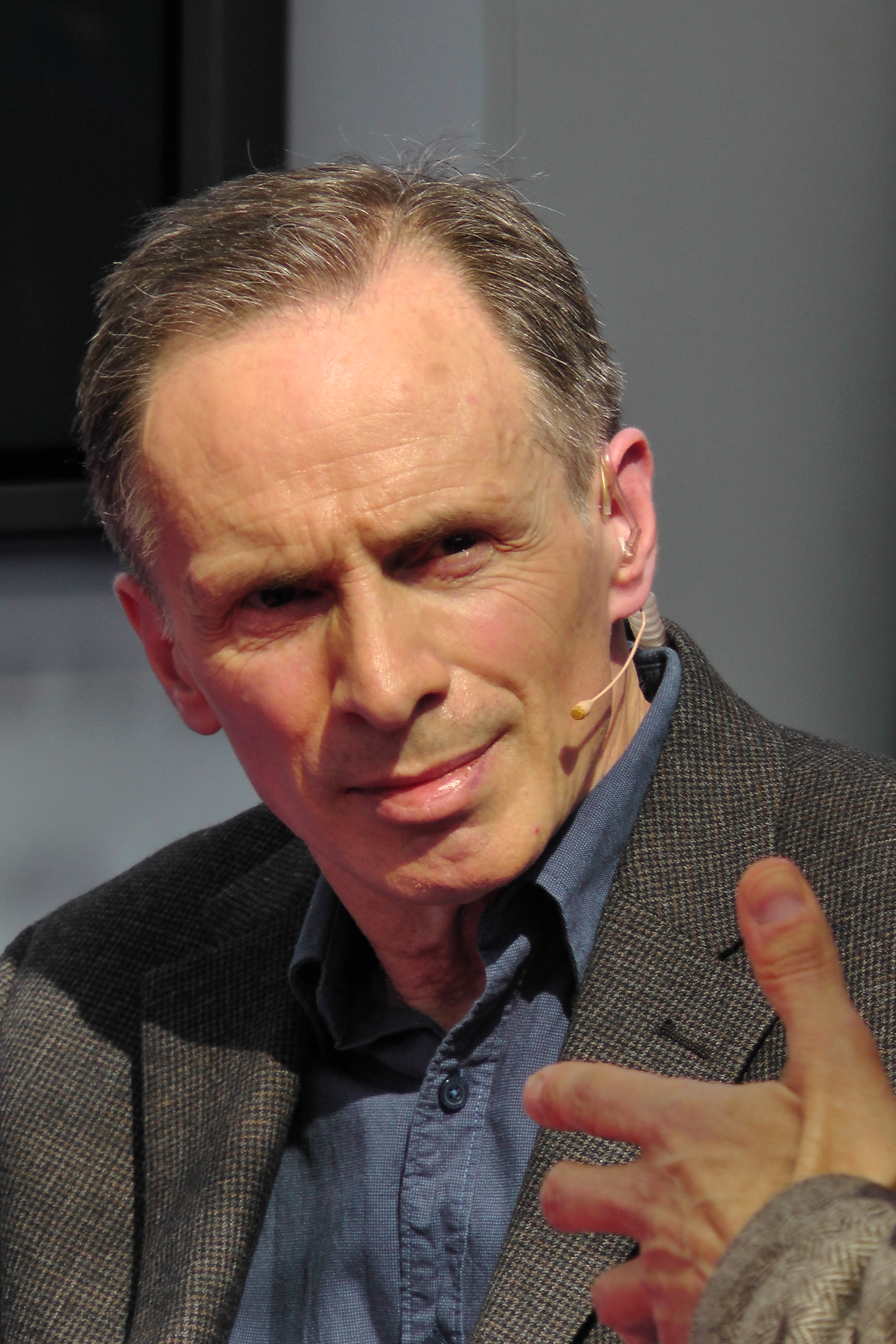
David Albahari
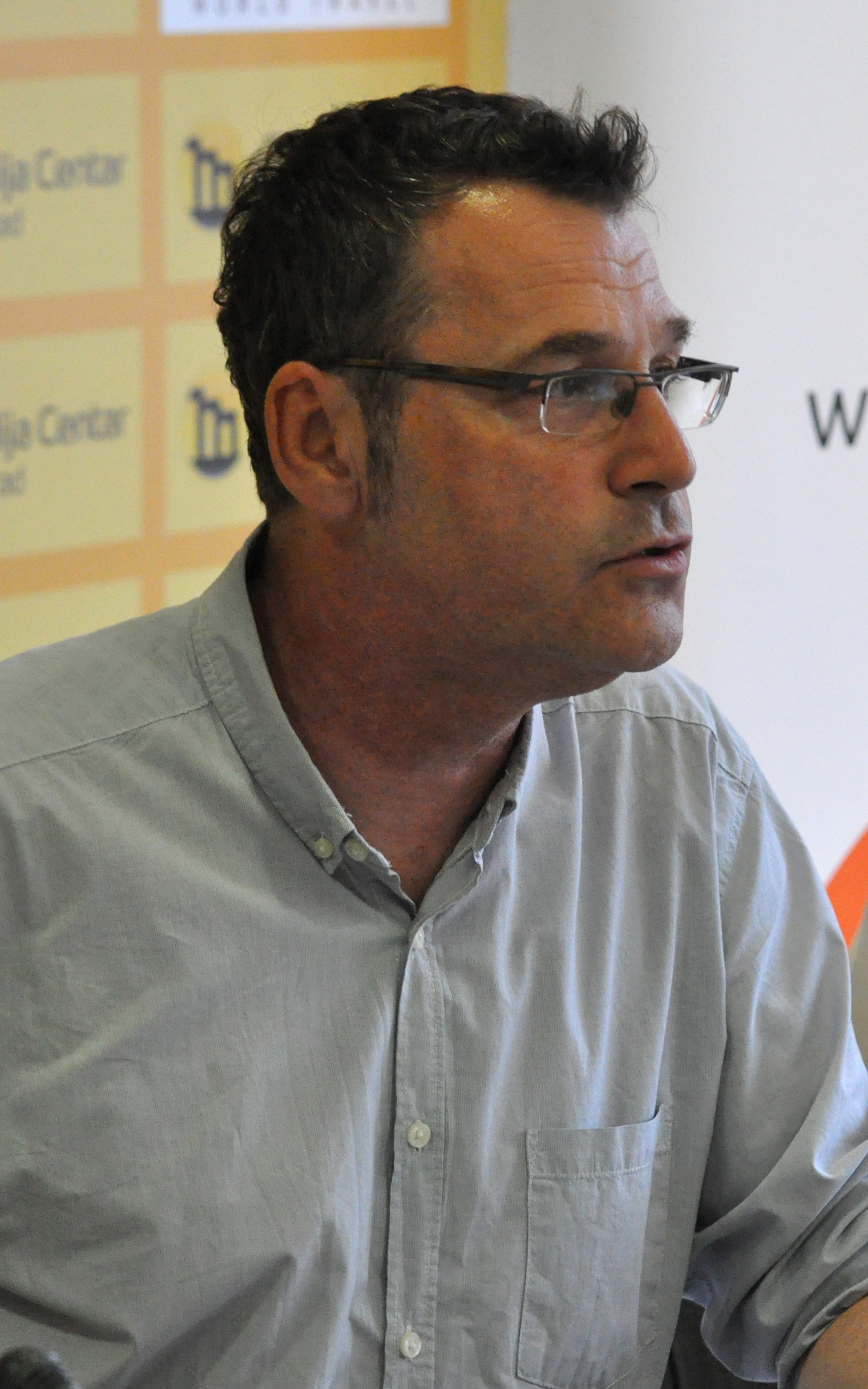
Vladimir Arsenijević
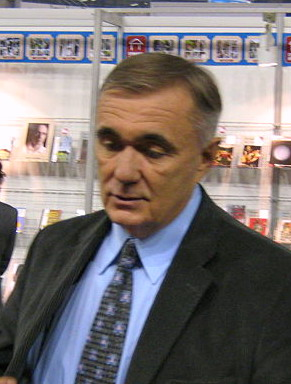
Dušan Kovačević
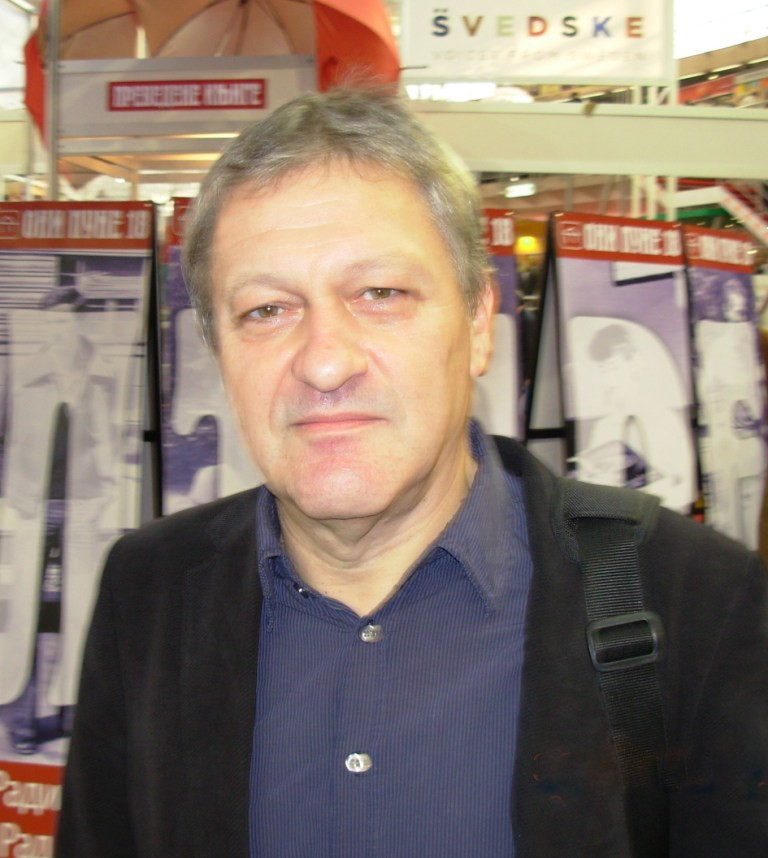
Dragan Velikić
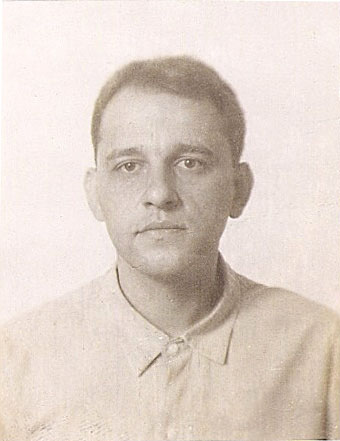
Prvoslav Vujčić
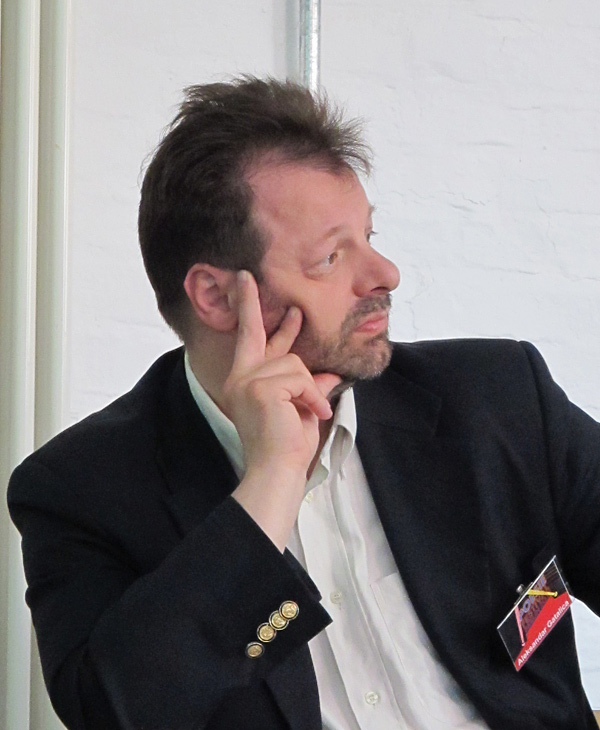
Aleksandar Gatalica
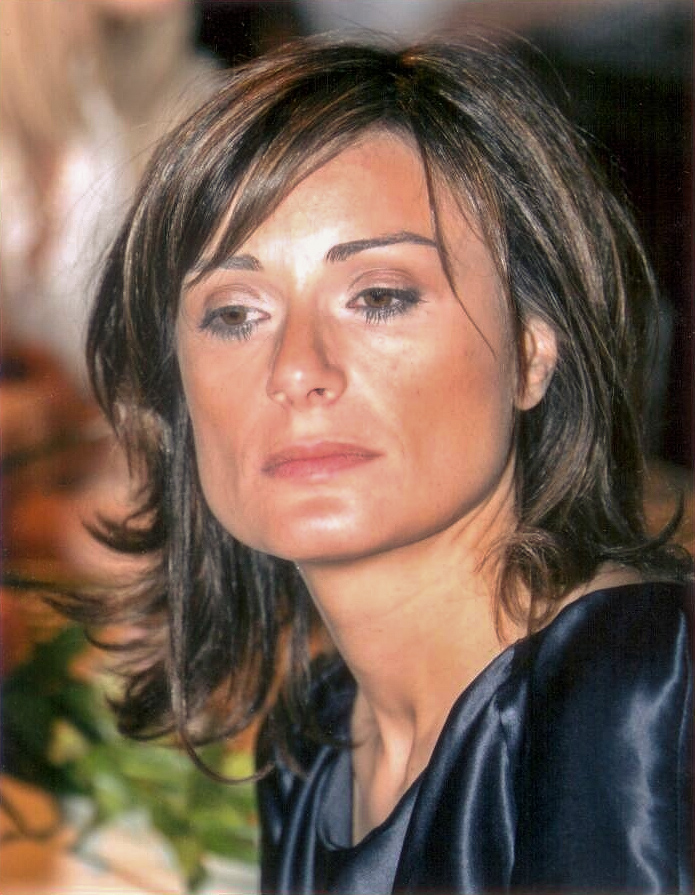
Biljana Srbljanović

### 21esiècle
- Biljana Srbljanović (1970-), dramaturge
- Uglješa Šajtinac (1971-), dramaturge, romancier
- Tanja Stupar-Trifunović (en) (1977-), poète, nouvelliste, romancier
- Darko Tuševljaković (en) (1978-), romancier
- Lana Bastašić (en) (1986-), nouvelliste, romancière

## Synthèses

### Œuvres
- Œuvres littéraires serbes, Livres serbes
  - La Chronique de Travnik (1942)
  - Le Pont sur la Drina (1945)
  - Chez les Hyperboréens (1966)
  - Le Dictionnaire khazar (1984)
  - Romans serbes

### Auteurs
- Écrivains serbes, Liste d'écrivains serbes
  - Poètes serbes, Poétesses serbes
  - Romanciers serbes, Nouvellistes serbes, Romancières serbes
  - Dramaturges serbes
  - Auteurs serbes de littérature d'enfance et de jeunesse
- Srpska književna zadruga (Coopérative littéraire serbe - Association littéraire serbe, depuis 1892)
- Association des écrivains de Serbie (en)
- Associations des écrivains de République serbe (en)
- Écrivains yougoslaves (voir la version anglophone)

### Institutions
- Bibliothèque nationale de Serbie (1832), Bibliothèque nationale et universitaire de la République serbe (1935, Banja Luka)
- Archives de Yougoslavie (1950), Archives de Serbie (1928)
- Festivals littéraires : Foire internationale du livre de Belgrade, Festival Littéraire Krokodil (en), International Novi Sad Literature Festival (en)
- Prix littéraires en Serbie : Prix NIN, Prix Isidora-Sekulić, Prix Andrić, Prix Branko, Prix Branko-Miljković, Prix Desanka-Maksimović, Prix Dis, Prix Meša-Selimović, Prix Zmaj
- Adligat (en), organisme civil de promotion de la culture et des arts serbe, Musée du Livre et du Voyage, Musée de la littérature serbe
- Maison de Branislav Nušić, Musée des arts dramatiques de Belgrade
- Fondation Vuk
- Atelier 212

### Théâtre
- Théâtre serbe, Théâtre serbe (rubriques), Théâtre yougoslave (rubriques)
- Dramaturges serbes
- Metteurs en scène serbes, Liste de metteurs en scène serbes
- Pièces de théâtre serbes
- Salles de théâtre, Liste de salles de théâtre en Serbie (en), Théâtres en Serbie par ville (en) :
  - Atelier 212, Théâtre dramatique yougoslave de Belgrade, Théâtre dramatique de Belgrade, Opéra et théâtre Madlenianum, Théâtre national (Belgrade), Théâtre Zvezdara, Boško Buha Theatre (en), Đumrukana (en), Terazije Theatre (en), Knjaževsko-srpski teatar, Kult Teatar (en)
  - Théâtre de la jeunesse de Novi Sad, Théâtre de Novi Sad, Théâtre national de Niš, Théâtre national serbe de Novi Sad, Théâtre national de Zrenjanin
- Troupes ou compagnies :
- Festivals de théâtre :
  - Festival international de théâtre de Belgrade, Festival d'été de Belgrade, Festival international du monodrame et de la pantomime
  - JoakimFest, JoakimInterFest
- Récompenses de théâtre : Anneau avec la figure de Joakim Vujić, Statuette de Joakim Vujić, Dobričin prsten (en), Žanka Stokić award (en)

### Autres langues
Les minorités linguistiques en Serbie actuelle, tout comme les minorités serbes hors de la Serbie actuelle, peuvent utiliser diverses langues d'expression.
- Latin, Latin médiéval, Latin humaniste, Latin ecclésiastique, Néolatin
- Langues en Serbie, Langues de Serbie
  - Albanais, Aroumain, Roumain, Bulgare, Hongrois, Romani, Rusyn (ruthène)